# The Powerless Rise
The Powerless Rise is het zesde studioalbum van de Amerikaanse christelijke metalcore-band As I Lay Dying.
Het album kwam uit op 11 mei 2010.

## Tracklist
1. "Beyond Our Suffering"  	        - 2:50
2. "Anodyne Sea"  	                - 4:35
3. "Without Conclusion"  	        - 3:15
4. "Parallels"  	                - 4:57
5. "The Plague"  	                - 3:42
6. "Anger and Apathy"  	        - 4:26
7. "Condemned"  	                - 2:50
8. "Upside Down Kingdom"  	        - 4:00
9. "Vacancy (lied)|Vacancy"  	                - 4:27
10. "The Only Constant Is Change"      - 4:08
11. "The Blinding of False Light"      - 5:05